# روبن لان فوكس
روبن لان فوكس (بالإنجليزية: Robin Lane Fox)‏ هو كاتب غير روائي ومؤرخ بريطاني، ولد في 5 أكتوبر 1946.

## وصلات خارجية
- روبن لان فوكس على موقع IMDb (الإنجليزية)
- روبن لان فوكس على موقع قاعدة بيانات الفيلم (الإنجليزية)